# Park Sang-Young
Park Sang-Young (en coreano: 박상영; Jinju, 16 de octubre de 1995) es un deportista surcoreano que compite en esgrima, especialista en la modalidad de espada.
Participó en dos Juegos Olímpicos de Verano en los años 2016 y 2020, obteniendo dos medallas, oro en Río de Janeiro 2016 y bronce en Tokio 2020. Ganó dos medallas de plata en el Campeonato Mundial de Esgrima en los años 2014 y 2018.

## Palmarés internacional
| Juegos Olímpicos   | Juegos Olímpicos        | Juegos Olímpicos  | Juegos Olímpicos   |
| Año                | Lugar                   | Medalla           | Prueba             |
| ------------------ | ----------------------- | ----------------- | ------------------ |
| 2016               | Río de Janeiro (Brasil) | Medalla de oro    | Espada individual  |
| 2020               | Tokio (Japón)           | Medalla de bronce | Espada por equipos |
| Campeonato Mundial |                         |                   |                    |
| Año                | Lugar                   | Medalla           | Prueba             |
| 2014               | Kazán (Rusia)           | Medalla de plata  | Espada por equipos |
| 2018               | Wuxi (China)            | Medalla de plata  | Espada por equipos |